# Луций Дазумий Туллий Туск
Луций Дазумий Туллий Туск (лат. Lucius Dasumius Tullius Tuscus) — римский политический деятель середины II века.

## Биография
Сын Публия Дазумия Туллия Туска. Карьера произошла во времена императоров Адриана и Антонина Пия.
О молодых годах нет сведений. Был триумвиром по отливке и чеканке золотой, серебряной и медной монеты, затем военным трибуном IV Флавиевого легиона. Во время правления императора Антонина Пия занимал должность квестора. После этого он был легатом в провинции Африка.
В дальнейшем был народным трибуном, претором, префектом государственной казны. В качестве имперского легата пропретор управлял провинциями Верхняя Паннония, затем верхняя Германия. Вошел в коллегию содалит антонинианы, содалит Адриан. В 146 году вошел в коллегию авгуров. Тогда же стал комитетом императора Антонина Пия. В 152 году стал консулом-суффектом вместе с Луцием Клавдием Модестом. О дальнейшей судьбе нет сведений.